# Lasiognathus amphirhamphus
Lasiognathus amphirhamphus is een straalvinnige vissensoort uit de familie van armvinnigen (Thaumatichthyidae). De wetenschappelijke naam van de soort is voor het eerst geldig gepubliceerd in 2005 door Pietsch.